# 高山村 (京都府)
高山村（たかやまむら）は、京都府相楽郡にあった村。現在の南山城村の南部にあたる。

## 地理
- 河川：木津川、名張川

## 歴史
- 1889年（明治22年）4月1日 - 町村制の施行により、田山村・高尾村の区域をもって発足。
- 1955年（昭和30年）4月1日 - 大河原村と合併して南山城村が発足。同日高山村廃止。